# Mónica Azón
Mónica Azón Canalda (Barcelona, 19 de octubre de 1972) es una deportista española que compitió en vela en la clase Yngling. Su hermana Sandra también compitió en vela.
Ganó dos medallas de oro en el Campeonato Mundial de Yngling, en los años 2002 y 2006, y una medalla de oro en el Campeonato Europeo de Yngling de 2006.
Participó en dos Juegos Olímpicos de Verano, ocupando el 12.º lugar en Atenas 2004 y el 14.º en Pekín 2008, en la clase Yngling.

## Palmarés internacional
| \| Campeonato Mundial \| Campeonato Mundial \| Campeonato Mundial \| Campeonato Mundial \| \| Año \| Lugar \| Medalla \| Clase \| \| ------------------ \| ------------------------- \| ------------------ \| ------------------ \| \| 2002 \| Brunnen ( Suiza) \| Medalla de oro \| Yngling \| \| 2006 \| La Rochelle ( Francia) \| Medalla de oro \| Yngling \| \| Campeonato Europeo \| \| \| \| \| Año \| Lugar \| Medalla \| Clase \| \| 2006 \| Medemblik ( Países Bajos) \| Medalla de oro \| Yngling \| |                           |                |         |
| Campeonato Mundial |                           |                |         |
| Año | Lugar                     | Medalla        | Clase   |
| 2002 | Brunnen ( Suiza)          | Medalla de oro | Yngling |
| 2006 | La Rochelle ( Francia)    | Medalla de oro | Yngling |
| Campeonato Europeo |                           |                |         |
| Año | Lugar                     | Medalla        | Clase   |
| 2006 | Medemblik ( Países Bajos) | Medalla de oro | Yngling |